# Tiékouna
Tiékouna est une localité située dans le département de Banfora de la province de la Comoé dans la région des Cascades au Burkina Faso,.

## Géographie
Tiékouna est située dans la région des Cascades, au sud-ouest du pays, à 400 km au sud-ouest de la capitale Ouagadougou. Tiékouna se trouve à 292 mètres d'altitude et compte 108 habitants.
Le terrain autour de Tiékouna est plat. Le point culminant à proximité est à 704 mètres au-dessus du niveau de la mer et à 15,5 km au nord de Tiékouna. La grande communauté la plus proche est Banfora, à 3,6 km à l'est de Tiékouna.
Les environs du village sont une mosaïque de terres agricoles et de végétation naturelle. Autour de Tiékouna, il y a une population dense avec 104 habitants au kilomètre carré.

## Santé et éducation
La commune accueille un centre de santé et de promotion sociale (CSPS) tandis que le centre hospitalier régional (CHR) se trouve à Banfora.
Le village possède une école primaire publique.